# Pays d'Aix Université Club Handball
El Pays d'Aix Université Club Handball, también conocido como Pays d'Aix Handball o abreviadamente PAUC y anteriorimente llamado Aix Université Club, es un equipo de balonmano situado en Aix-en-Provence, Francia. Actualmente se encuentra en la Primera División de Francia.

## Historia

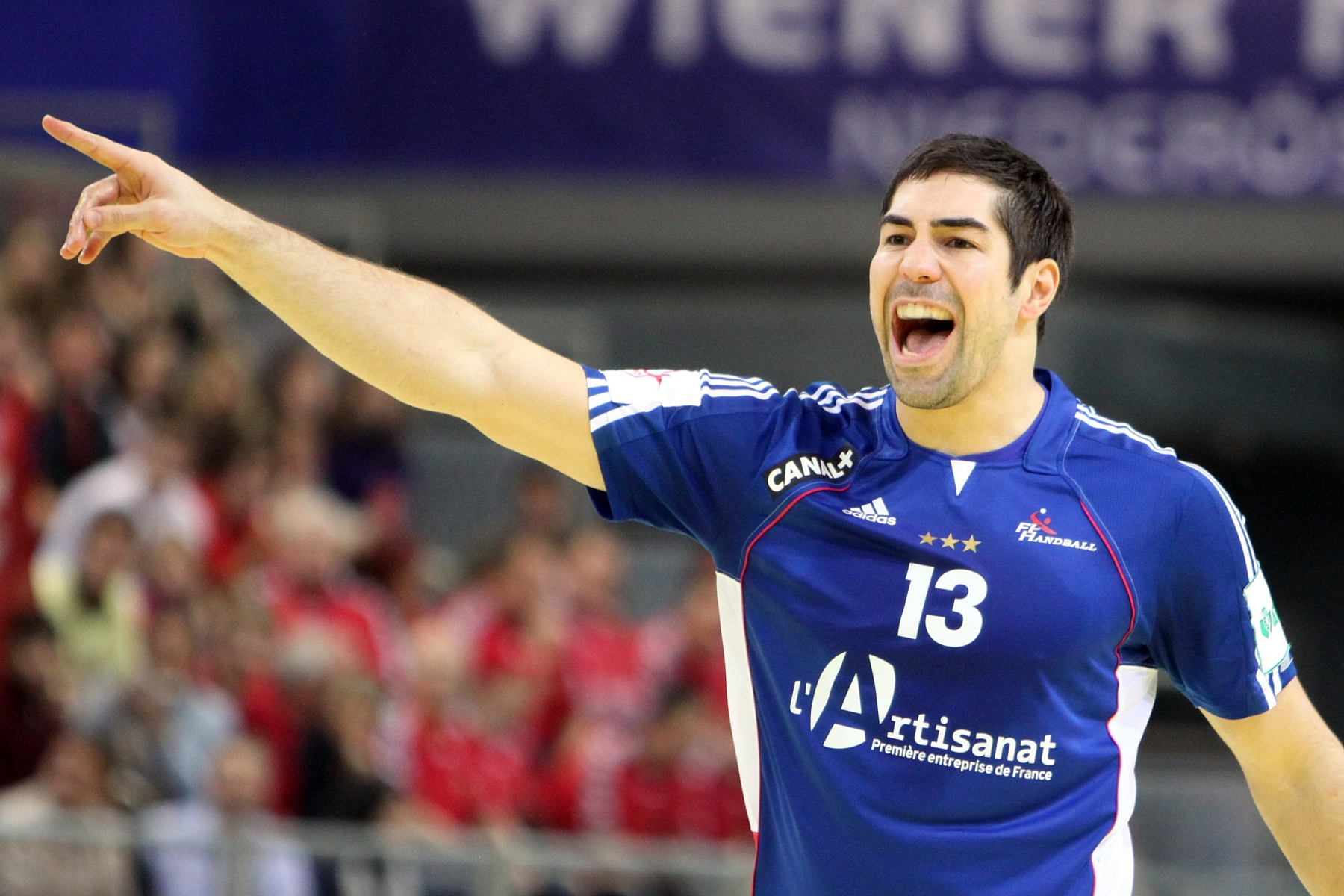
Nikola Karabatić jugó más de media temporada con el Pays d'Aix.

El equipo se creó en 1955, bajo el nombre de Aix Université Club, nombre que utilizó hasta el año 2004, cuando se estableció el nombre actual.
Durante muchos años fue un equipo de la zona regional, jugando con la 4.ª División pero en la década de los 90 sufrió un ascenso de juego que lo llevaron a la 2.ª División, ascendiendo de 4.ª a 3.ª en 1993 y al año siguiente ascendiendo a la división de plata. Permaneció cinco años estando siempre en la zona media baja, hasta que descendió de nuevo. Luego de dos temporadas en tercera, volvió a la segunda división donde ha estado los últimos años.
En la temporada 2006-2007, el equipo llegó a la final de la Copa de Francia, pero perdió en la final 28-21 contra el Paris HB (actual Paris Saint-Germain).
A partir de ese año fueron creciendo y luchando por ascender a la máxima división, hasta que en la temporada 2011-2012 quedaron campeones de la segunda división, ascendiendo matemáticamente, jugando su primer año en la primera categoría.
En su primer año en el máximo nivel, ocupó las plazas de descenso durante gran parte de la temporada, pero con el escándalo de las apuestas ilegales del Montpellier HB, que involucraba a los hermanos Karabatic entre otros, ambos hermanos se desvincularon del Montpellier, y ficharon por el Pays d'Aix. Con la llegada de Nikola Karabatić y Luka Karabatic, el equipo dio un salto de calidad, y gracias a los 134 goles en 22 partidos de Nikola, que acabó siendo elegido el mejor jugador de la liga, el equipo salió adelante y consiguió una meritoria 9.ª plaza al finalizar el año.
Una vez acabó la temporada, Nikola fichó por el FC Barcelona, pero su hermano Luka se quedó al tener contrato hasta junio de 2014.

### Nombres anteriores
- Aix Université Club (1955-2004)
- Pays d'Aix Université Club Handball (2004-presente)

## Palmarés
- Copas de Francia:
  - Finalista (1): 2007
- Copas de la Liga:
  - Octavos de final (2): 2012 y 2013
- Liga de Francia Segunda División
  - Campeón (1): 2012

## Plantilla 2024-25
|  | Porteros - 01 Jože Baznik - 12 Gustaf Banke Extremos izquierdos - 03 Adrian Casqueiro - 04 Matthieu Ong Extremos derechos - 08 Gabriel Loesch - 17 Antoine Tissot Pívots - 15 Hugo Brouzet - 32 Andrea Parisini - 34 Paul Louis Guiraudou | Laterales izquierdos - 05 Romain Lagarde - 11 Adam Lönn - 13 Rohnan Conte-Prat Centrales - 28 Ian Tarrafeta - 10 Eliott Desblancs Laterales derechos - 22 Louis Despreaux - 33 Alexandre Tritta |